# Dżumajłowka
Dżumajłowka (ros. Джумайловка) – chutor w Rosji, w Kraju Kradnodarskim, w rejonie kalinińskim. W 2010 liczył 1245 mieszkańców.